# Boruto: Naruto Next Generations
Boruto: Naruto Next Generations (BORUTO-ボルト- NARUTO NEXT GENERATIONS?) (BORUTO-ボルト- NARUTO NEXT GENERATIONS?) este o manga japoneză din seria scrisă de Ukyō Kodachi și ilustrată de Mikio Ikemoto. Serializat în Shueisha, în stilul modelului shōnen, revista Weekly Shōnen Jump, Boruto este un spin-off și continuarea de Masashi Kishimoto a modelului Naruto și urmează isprăvile lui Boruto Uzumaki, fiul lui Naruto Uzumaki și echipa sa ninja. Un anime de televiziune-serie adaptată a început să fie difuzat pe TV Tokyo la data de 5 aprilie 2017.

## Plot
Ani mai târziu, după cel de-al Patrulea Mare Război Ninja, acum supervizor a noii generație în Lume Ninja, Naruto Uzumaki își atinge visul de a deveni cel de-al Șaptelea Hokage, după ce el și Hinata Hyuga s-au căsătorit. Ei au doi copii: Boruto și Himawari. Boruto a devenit parte dintr-o echipa ninja condusă de Konohamaru Sarutobi, care constă, de asemenea, și din Sarada Uchiha, fiică a Sasuke Uchiha și Sakura Haruno si Mitsuki, fiul artificial a lui Orochimaru. Datorită faptului că Boruto are impresia că Naruto își plasează atenția asupra datoriilor sale, ci nu a familiei, Boruto devine supărat pe el pentru că lipsește de la ziua de naștere a Himawari-ei. Boruto îl întâlnește pe Sasuke atunci când el se întoarce în sat pentru a-l avertiza pe Naruto despre amenințarea iminentă. Boruto reușește să-l convingă pe Sasuke să-l învețe Rasengan să-i fie de folos pentru viitorul Examen Chuunin. Boruto acționează impulsiv folosind dispozitivul creat de Katasuke, numit Kote, dar Naruto îl descalifica pe Boruto în timpul meciului cu Shikadai Nara, fiul lui Shikamaru si Temari. Cei doi au un argument pe care Momoshiki și Kinshiki Ōtsutsuki, de care Sasuke l-a avertizat pe Naruto, apar și-l răpesc pe Naruto, ca să-l poată folosi pe Kurama pentru a-l reînvia pe Shinju din dimensiunea din care au venit.

### Anime
La evenimentul Naruto si Boruto din Jump Festa de 17 decembrie 2016, a fost anunțat că seria manga ar fi primit un nou anime, care mai târziu a fost confirmat a fi un anime de televiziune din categoria seriilor adaptare, care va cuprinde o poveste originală. seria anime, supravegheată de creatorul Ukyō Kodachi, va fi co-regizat de Noriyuki Abe și Hiroyuki Yamashita, cu seria compusă de Makoto. Uezu, animația fiind produsă de Pierrot, designul personajelor de Tetsuya Nishio și Hirofumi Suzuki, muzică și compusă de Yasuharu Takanashi și -yaiba-. Premiera a fost pe TV Tokyo, pe data de 5 aprilie 2017. Viz Media a licentiat seria pentru America de Nord.1
„Boruto Uzumaki!”
„Uzumaki Boruto!!” (うずまきボルト!!) 5 aprilie 2017
Boruto se luptă cu un bărbat pe nume Kawaki pe Monumentul Hokage, în timp ce Kawaki declară că era shinobi a luat sfârșit. Boruto își activează ochiul drept și spune că și el este un shinobi, dezvăluind că Konoha a fost distrusă. Cu câțiva ani înainte de eveniment și film, Boruto este fiul lui Naruto, care acum este al șaptelea Hokage, și al lui Hinata. Boruto și Shikadai merg în vârful unui tren în timp ce mănâncă prânzul, iar Shikadai îi reamintește că mâine este ziua ceremoniei lor de intrare la Academie, dar lui Boruto nu îi pasă pentru că vrea doar să-l facă de rușine pe Naruto. Shikadai spune că Boruto este ca trenul: merge pe o potecă fără nume înainte de a-și găsi drumul, înainte de a pleca. Boruto vede un băiat, Denki, fiind agresat și îl apără. Boruto și Denki vorbesc despre tații lor, Denki dezvăluind că tatăl său este un om de afaceri miliardar responsabil de sistemul de trenuri din Konoha. Boruto îl încurajează să țină piept tatălui său. Boruto se întoarce acasă la mama și sora lui, dar nu este surprins că Naruto nu este acasă. Între timp, Denki încearcă să se apere, dar tatăl său îl respinge, spunând că Denki își va câștiga aprobarea fiind puternic. A doua zi dimineața, Boruto întârzie la ceremonie și îl vede pe Denki controlat de o aură diabolică. Denki atrage bătăușii într-un tren stricat și îl trimite să conducă către un alt tren cu intenția de a-i speria. Boruto intervine și îl readuce în fire pe Denki și reușește să evite coliziunea. Cu toate acestea, trenul ajunge să se izbească de fața de piatră a lui Naruto. Cei doi devin prieteni în timp ce merg la Academie a doua zi. 2 „Fiul lui Hokage!”
„Hokage no Musuko…!!” (火影の息子…!!) 12 aprilie 20173 „Metal Lee Goes Wild!”
„Bōsō, Metaru Rī!!” (暴走、メタル・リー!!) 19 aprilie 20174 „A Ninjutsu Battle of the Sexes!”
„Danjo Taikō Ninjutsu Gassen!!” (男女対抗忍術合戦!!) 26 aprilie 20175 „The Mysterious Transfer Student!”
„Nazo no Tenkōsei…!!” (謎の転校生…!!) 3 mai 2017 
| No. | Titlu | Data de aer Original |
| --- | ----- | -------------------- |